# Михеїв Кость Єгорович
Кость Єгорович Михе́їв (6 березня 1927, с. Станіслав  Херсонської обл. — 12 березня 1994, Донецьк) — український поет, прозаїк, журналіст. Член Національної спілки письменників України з 1967 року. Учасник Другої світової війни (1944—1945). Заслужений працівник культури України з 1983 р.

## Біографія
Народився в селі Станіслав Білозерського району в селянській родині. Після демобілізації завідував бібліотекою в рідному селі. Як громадський кореспондент активно співробітничав з місцевими виданнями, згодом перейшов на професійну журналістську роботу. Починав кореспондентом білозерської районної газети.
У 1960-ті роки працював заступником редактора херсонської обласної газети «Наддніпрянська правда». 1972 року приходить до журналу «Донбас» й одразу ж піднімає в цьому виданні художню планку друкованої української прози.
1984 року стає головним редактором журналу й виводить видання на новий якісний рівень.

## Творчість
Автор збірок сатиричних і гумористичних творів «Яка совість, така й честь» (1961), «Ворона на кручі» (1963), «Вузлики на пам'ять» (1968), «Виховний момент» (1973), «Сімейна розмова» (1977), «Густим мазком» (1980) та ін. У повісті «Тоська» (1969) звернувся до вічної теми батьків і дітей. Сільській тематиці присвятив повісті «Між люди» (1977), «Смак хліба» (1978), «Відлуння», «Мідні труби» (обидві — 1984). Складні виробничі і моральні проблеми порушив у повісті «Престиж» (1982) і романі «Вертикаль» (1987). Для дітей написав зб. віршів «Дід Оксеник» (1974). Майстерно малював, графічні роботи письменника стали невіддільним «супроводом» його сатиричних та гумористичних творів.